# 퐁레베크 (치즈)
퐁레베크(프랑스어: pont-l'évêque)는 프랑스의 치즈이다. 노르망디 지방 칼바도스주 퐁레베크와 인접 지역(도빌과 리지외 사이)에서 만들어진다.

## 사진

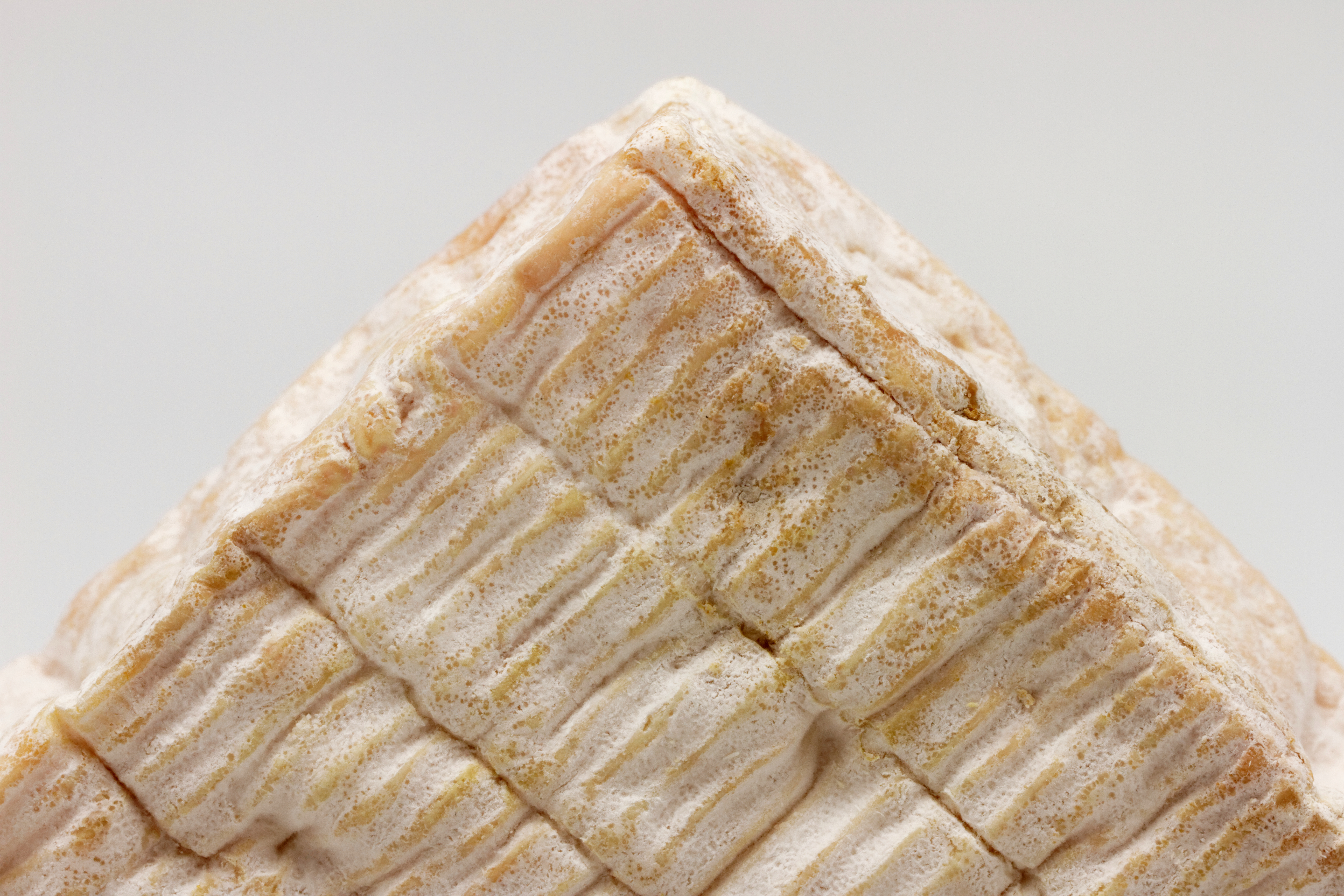
겉껍질
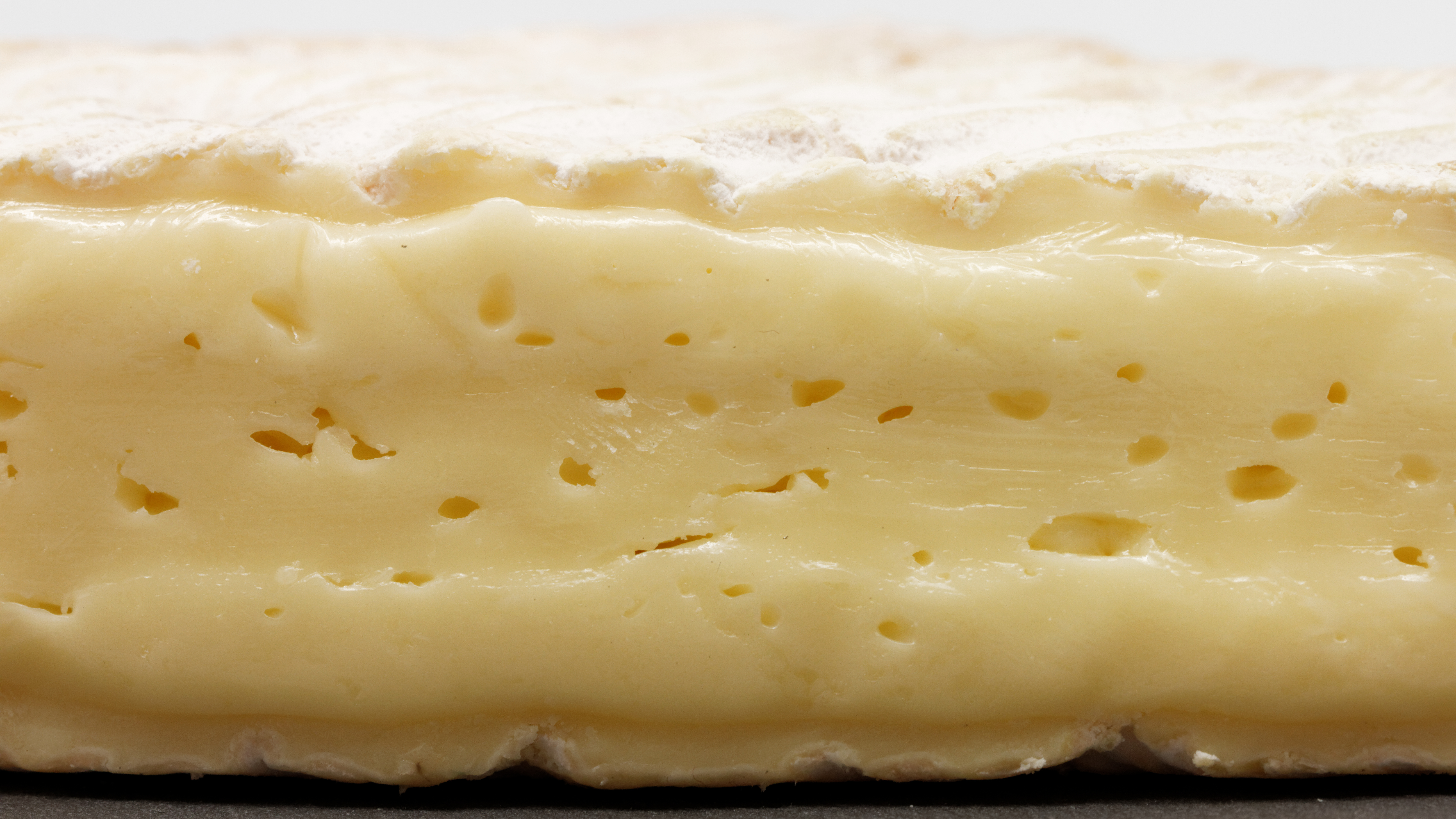
내부